# The Caterpillar
Pour les articles homonymes, voir Caterpillar (homonymie).
Singles de The Cure
The Lovecats
(1983) In Between Days
(1985)
Clip vidéo
[vidéo] « The Caterpillar », sur YouTube
Pistes de The Top
Dressing Up Piggy In The Mirror
The Caterpillar est une chanson du groupe britannique The Cure sortie en single le 26 mars 1984, extraite de l'album The Top.

## Enregistrement
Porl Thompson intègre The Cure durant les séances d'enregistrement de l'album The Top, mais sa participation est minime: il joue du saxophone sur le titre Give Me It. Il n'est donc pas présent sur les chansons de ce single.
Le bassiste Phil Thornalley quant à lui n'a pas participé à l'enregistrement, occupé au poste d'ingénieur du son sur l'album Seven and the Ragged Tiger de Duran Duran, c'est Robert Smith qui joue de la basse. Lol Tolhurst est aux claviers et Andy Anderson à la batterie et aux percussions.

## Contenu du single
Happy The Man, le titre apparaissant en face B du 45 tours est un inédit, tout comme Throw Your Foot, morceau supplémentaire du maxi 45 tours.
45 tours
1. The Caterpillar - 3:40
2. Happy the Man - 2:45

Maxi 45 tours
1. The Caterpillar - 3:40
2. Happy the Man - 2:45
3. Throw Your Foot - 3:32

## Clip vidéo
Le clip est réalisé par Tim Pope dans la grande serre du parc de Syon House à Londres. Il montre Robert Smith en train de chanter au milieu des plantes, accompagné de Lol Tolhurst jouant sur un piano déglingué, Porl Thompson et Phil Thornalley, respectivement à la guitare et à la basse acoustiques, et Andy Anderson aux congas. Une partie de la vidéo est filmée de nuit.
Quelques plans sont faits sur des chenilles et des papillons. On aperçoit également deux personnes sous un déguisement de chenille rappelant un dragon oriental. 

## Classements hebdomadaires
| Classement (1984)              | Meilleure position |
| ------------------------------ | ------------------ |
| Australie (Kent Music Report)  | 51                 |
| Irlande (Irish Singles Chart)  | 20                 |
| Pays-Bas (Single Top 100)      | 35                 |
| Royaume-Uni (UK Singles Chart) | 14                 |